# Mozart: Violinkonzerte
Mozart: Violinkonzerte to pierwszy album skrzypka Davida Garretta wydany w 1995 roku, gdy miał on 15 lat. Album został nagrany wraz z 'Chamber Orchestra of Europe' pod batutą Claudio Abbado.

## Lista utworów
1. Violin Concerto in D, KV271i – 1. Allegro maestoso (Mozart)
2. Violin Concerto in D, KV271i – 2. Andante (Mozart)
3. Violin Concerto in D, KV271i – 3. Rondo. Allegro  (Mozart)
4. Violin Concerto No.4 in D, K.218 – 1. Allegro (Mozart)
5. Violin Concerto No.4 in D, K.218 – 2. Andante cantabile (Mozart)
6. Violin Concerto No.4 in D, K.218 – 3. Rondeau. Andante grazioso – Allegro ma non troppo (Mozart)
7. Sonata for Piano and Violin in B flat, K.454 – 1. Largo – Allegro (Mozart)
8. Sonata for Piano and Violin in B flat, K.454 – 2. Andante (Mozart)
9. Sonata for Piano and Violin in B flat, K.454 – 3. Allegretto (Mozart)